# Tepexi de Rodríguez
Tepexi de Rodríguez là một đô thị thuộc bang Puebla, México. Năm 2005, dân số của đô thị này là 19156 người.